# Hajdučica
Hajdučica (cyr. Хајдучица) – wieś w Serbii, w Wojwodinie, w okręgu południowobanackim, w gminie Plandište. W 2011 roku liczyła 1150 mieszkańców.